# Antímaco

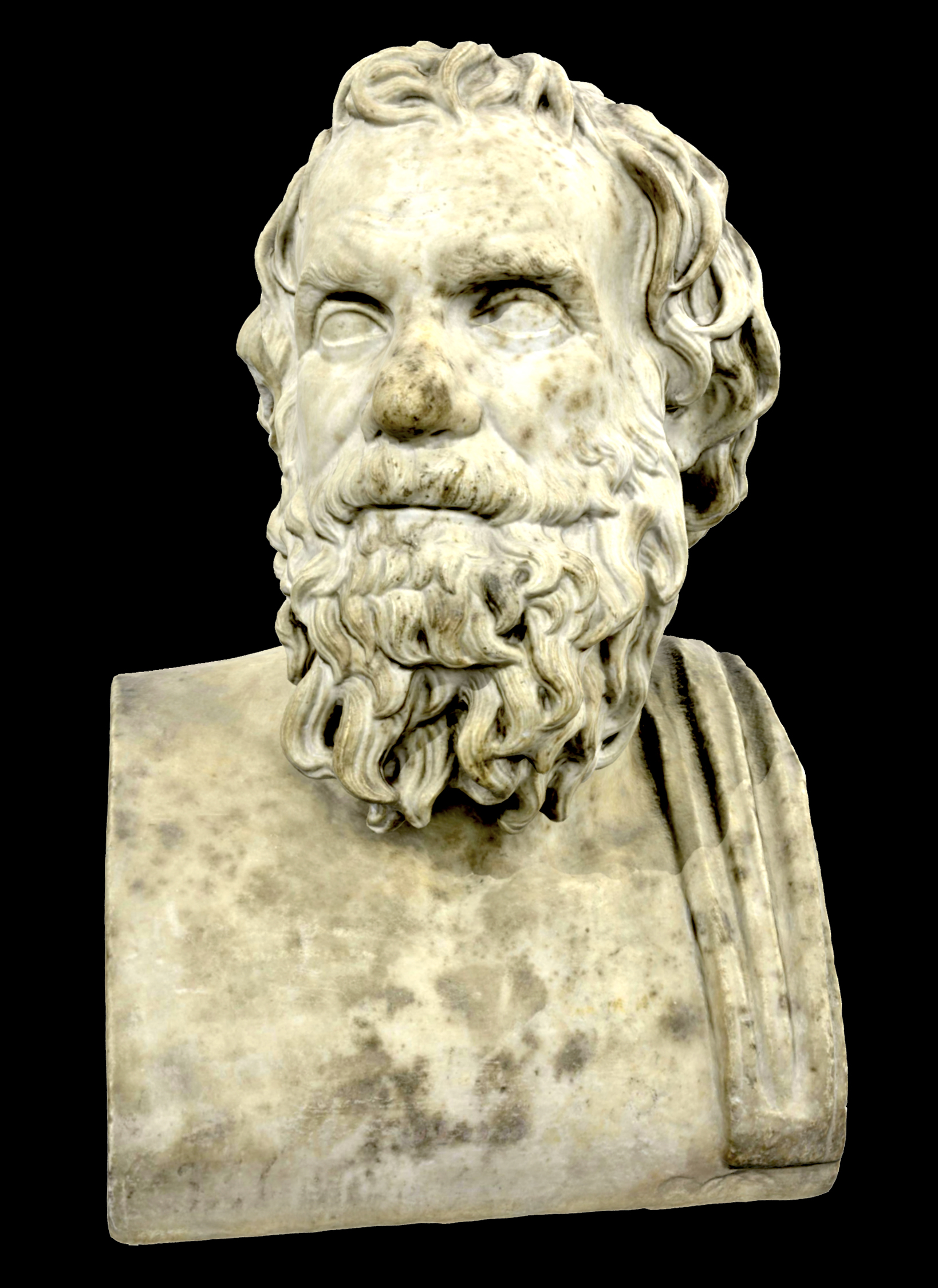
Herm de Antimaco

Antímaco de Colofón (Αντίμαχος ο Κολοφώνιος, fl. ca. 400 a. C.) fue un poeta erudito griego y, como tal, precursor de los poetas helenísticos, a los que se anticipó en sus cultas curiosidades.
Escribió una epopeya de los siete contra Tebas, y su largo poema elegíaco Lyde fue el origen de la elegía narrativa, género en el que tuvo muchos imitadores. Sólo se conservan escasos fragmentos de sus obras.